# حسان بن النعمان
حسّان بن النعمان بن عديّ بن بكر بن مغيث بن عمرو بن مزيقيا بن عامر بن الأزد، يلقَّب الشيخ الأمين قائد الفتوحات في إفريقية. ولد حسان بن النعمان في الشام، وأسلم عند الفتح الإسلامي للشام مع أهله. حفظ القرآن والسنة النبوية وأتقن العلوم الفقهية، وروى عن عمر بن الخطاب، وكانت وفاته سنة 86 هـ.

## نبذة عن حياته
- أول من دخل إفريقية من الشام زمن بني أمية.
- ولاه معاوية إفريقية وولاه عبد الملك بن مروان مصر.
- أرسله عبد الملك بن مروان إلى إفريقية بعد حدوث الاضطرابات فيها وقال: "ما أعلم أحدًا أكفأ بإفريقية من حسان بن النعمان الغساني"
- بلغ جيشه 40000 رجل ولم يدخل أفريقية جيش قط مثله.
- فتح قرطاجنة وقضى على الملكة الكاهنة زعيمة البربر في معركة "بئر الكاهنة"، بعد أن انتصرت عليه في باغاية وكادت أن تقضي عليه لولا تصرفه السريع بسحب الجيش بأقل الخسائر، ثم عاد إليها بعد سنوات قضاها في برقة فلاقى الترحاب من البربر وقاتل كثيرون منهم معه كرها لتسلط الكاهنة عليهم، وقد طاردها حتى تواجها في معركة حاسمة بمكان في جبال الأوراس سمي حاليا ببئر الكاهنة حيث هزمها وقضى عليها سنة 82هـ/712م.[2][3]
- أنشأ حسان مدينة تونس لتكون قاعدة للمسلمين في المغرب.
- فرت من أمامه جيوش الروم وحلفائهم واتجهوا إلى صقلية والأندلس.

أقام بالقيروان فجدد بناء مسجدها ودون الدواوين وولى الولاة.
- عزله عبد العزيز بن مروان فعاد إلى الشام، وحلف ألا يلي لبني أمية أبداً بعد أن حاول الوليد بن عبد الملك أن يرده ويوليه مرة أخرى.
- أمر ببناء جامع الزيتونة بتونس.
- أعاد الأمن إلى بلاد المغرب.